# 大叶臭花椒
大叶臭花椒（学名：Zanthoxylum myriacanthum）为芸香科花椒属下的一个种。

## 变种
- 毛大叶臭花椒（学名：Zanthoxylum myriacanthum var. pubescens）为芸香科花椒属下的一个变种。

## 扩展阅读
維基物種上的相關：大叶臭花椒